# Em Cartaz...
Em Cartaz... é o terceiro álbum de estúdio do cantor e compositor brasileiro Tunai, lançado em 1984 pela gravadora Barclay.
Na carreira, como artista solo, o hit Frisson, deste álbum, foi sucesso como tema da novela Suave Veneno, da TV Globo.

## Faixas
1. Frisson
2. Tudo de Bom
3. Eternamente
4. Por Todos os Cantos
5. Em Cartaz...
6. Um Blues
7. Mar do Nosso Amor
8. Só de Amor
9. Pelo Ar do Brasil